# Czesław Zięba
Czesław Zięba (ur. 18 kwietnia 1933 w Bączalu Dolnym, zm. 28 czerwca 2010 w Jaśle) – podporucznik Wojska Polskiego, inżynier, laborant i analityk, wieloletni dyrektor ds. produkcji w Rafinerii Nafty w Jaśle, rzeczoznawcy BHP i Ergonomii Budownictwa Komunalnego i Przestrzennego.

## Życiorys

### Dzieciństwo i wczesne lata życia
Urodził się w Bączalu Dolnym jako syn Józefy i Józefa Zięby, szkołę powszechną ukończył w rodzinnej miejscowości. Średnie wykształcenie uzyskał w 1953 roku, później rozpoczął służbę wojskową. Abiturient Szkoły Oficerskiej w Czerwieńsku. W 1954 roku wstąpił do Polskiej Zjednoczonej Partii Robotniczej.
Podjął zatrudnienie w Wojewódzkim Urzędzie ds. Bezpieczeństwa Publicznego w Rzeszowie, najpierw jako referent w wydziale IV (ekonomicznym), sekcja I (rolnictwo i lasy) oraz V (przemysł ciężki), a od 1 kwietnia do 31 grudnia 1956 roku jako oficer operacyjny w stopniu podporucznika.

### Późniejsze lata
Od 1957 r. rozpoczął pracę w Rafinerii Nafty Jasło jako laborant i analityk, później został dyrektorem ds. produkcji. W 1981 r. ukończył studia politechniczne uzyskując tytuł inżyniera o specjalności inżynieria chemiczna. W Rafinerii Nafty Jasło zgłosił ponad 140 projektów racjonalizatorskich, które zostały wdrożone do produkcji, a ponad 30 z nich opatentował w Urzędzie Patentowym RP. Podjął inicjatywę zbudowania Ośrodka Wypoczynkowego na Foluszu dla pracowników zakładu. Przez okres 12 lat był przewodniczącym Komisji Rozjemczej w Rafinerii Nafty Jasło, był też wiceprzewodniczącym Wojewódzkiego Klubu Techniki i Racjonalizacji w Krośnie. Był Członkiem Zarządu Stowarzyszenia Wynalazców Rzeczypospolitej Polskiej w Warszawie. Członek Plenum i Egzekutywy Komitetu Miejskiego PZPR w Jaśle w 1986 r. W 1986 r. odszedł z pracy w Rafinerii Nafty w Jaśle, założył Zakład Usług Technicznych w Krośnie, zostając jego dyrektorem.
Zmarł 28 czerwca 2010 w Jaśle, spoczywa na nowym cmentarzu komunalnym w Jaśle przy ulicy Adama Mickiewicza.

## Odznaczenia i wyróżnienia
Wielokrotnie odznaczany, otrzymał m.in.:
- Krzyż Kawalerski Orderu Odrodzenia Polski
- Złoty Krzyż Zasługi
- Srebrny Krzyż Zasługi
- Medal 30-lecia Polski Ludowej
- Odznaka „Zasłużony Racjonalizator Produkcji”
- Wpis do „Księgi zasłużonych dla województwa krośnieńskiego” (1979)[1]

Trzykrotnie zdobywał wicemistrzostwo Polski w dziedzinie osiągnięć technicznych oraz czterokrotnie był wyróżniany za pracę naukową i techniczną.